# Rösti
Pour les articles homonymes, voir Rösti (homonymie).
Ne doit pas être confondu avec Roest.
Les rösti ou rœsti (nom masculin pluriel) sont des galettes de pommes de terre, typiques de la Suisse alémanique, mais consommées dans toute la Suisse. Ce plat a donné son nom à la frontière symbolique séparant la Suisse romande et la Suisse alémanique, le Röstigraben.

## Étymologie
Le mot se prononce « reûchti » ([ˈrøːʃti]) et peut aussi s'orthographier röschti. Le mot est originaire des dialectes de la région Berne-Soleure. Il est directement tiré du verbe rööschte (rösten en allemand standard), « rôtir ».

## Description
Le plat est une spécialité de Suisse alémanique. À l'origine, les pommes de terre, cuites la veille ou antérieurement en robe des champs, étaient grossièrement râpées, formées en galettes et revenues dans du saindoux ; celui-ci a été progressivement remplacé par n'importe quel corps gras. Il existe de très nombreuses variantes, certaines classiques en y ajoutant fromage, lardons, ou oignon, surmonté d'œuf au plat, d'autres plus originales, servies comme garniture, avec par exemple l'émincé de veau à la zurichoise, ou en plat principal agrémentées de lard (rösti à la bernoise) ou de fromage. Depuis la fin du XXe siècle, on trouve des rösti industriels préparés et emballés sous vide dans les commerces alimentaires.

## Importance culturelle
Les rösti ont donné leur nom à la « barrière de rösti », ou « rideau de rösti », ou encore Röstigraben (littéralement « fossé de rösti ») qui marquerait la différence de mentalité entre la Suisse romande et la Suisse alémanique. On parle notamment du Röstigraben quand une votation fédérale obtient dans la région francophone des résultats très différents de la région germanophone[réf. souhaitée]

## À l'étranger
En Alsace, région française voisine de la suisse, le mot rösti peut parfois désigner les Roigebrageldi, recette des Haute-Vosges également composé de pomme de terre, d'oignon et de lard, typique des repas marcaires servis en ferme-auberge. Il ne s'agit que d'un raccourci de langage, l'étymologie de leur nom ainsi que la base même de leur préparation sépare ces deux plats .